# Erawan-Schrein

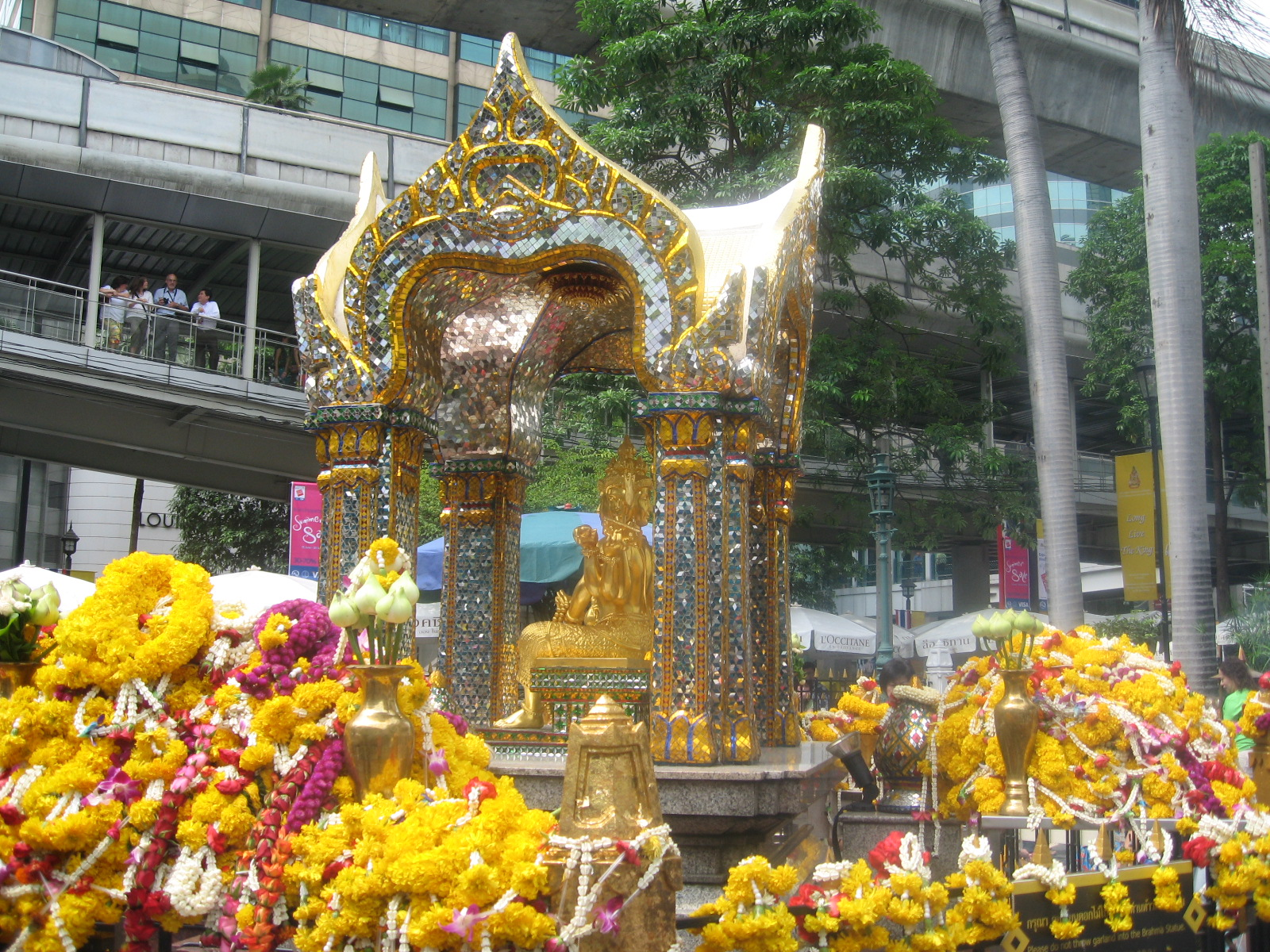
Seitenansicht des Erawan-Schrein, der mit Blumengirlanden (phuang malai) als Opfergaben geschmückt ist

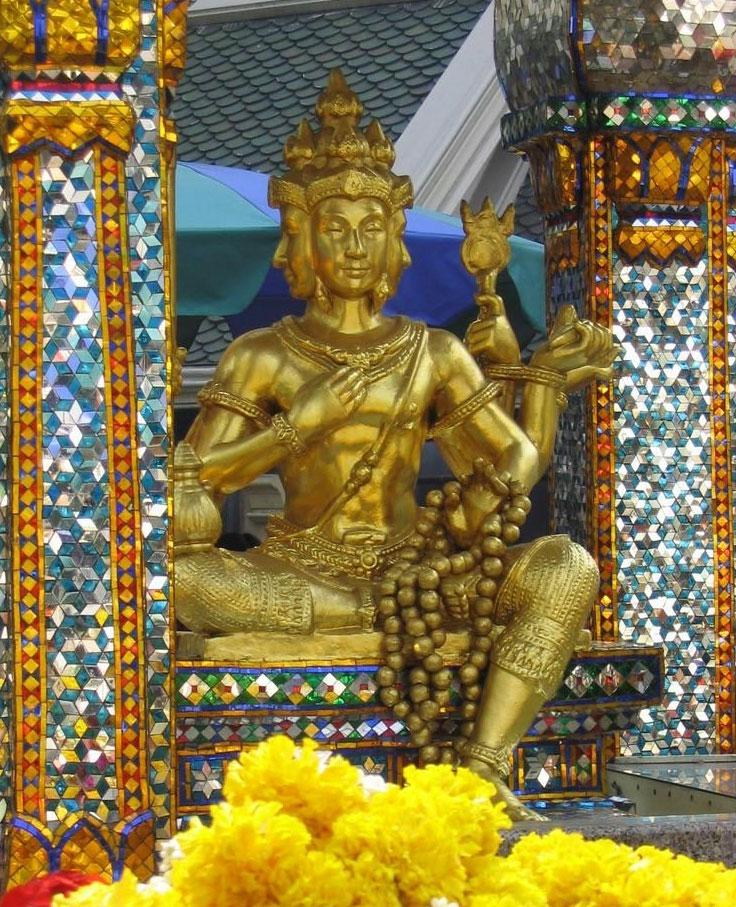
Bildnis des viergesichtigen Gottes Brahma im Erawan-Schrein

Der Erawan-Schrein (thailändisch ศาลท้าวมหาพรหม โรงแรมเอราวัณ, RTGS: San Thao Maha Phrom Rongraem Erawan, ‚Schrein des Gottes Brahma am Erawan-Hotel‘, kurz ศาลพระพรหม San Phra Phrom) ist ein Schrein, der dem hinduistischen Gott Brahma geweiht ist. Er steht im Bezirk Pathum Wan der thailändischen Hauptstadt Bangkok, an der Ratchaprasong-Kreuzung von Phloen-Chit- und Ratchadamri-Straße.

## Geschichte
Während der Bauarbeiten des Erawan-Hotels im Jahre 1956 ereigneten sich zahlreiche Unglücksfälle, Arbeiter starben auf der Baustelle und ein Schiff, das Marmor für das Hotel transportierte, sank auf hoher See. Die abergläubischen Arbeiter weigerten sich, weiter zu arbeiten; sie fürchteten durch die Bauarbeiten erboste Geister. Konteradmiral Luang Suwicharnpat, ein Experte für Astrologie, wurde um Rat gefragt und um eine Lösung für das Problem gebeten. Er stellte fest, dass die Grundsteinlegung des Hotels an einem nicht verheißungsvollen Tag geschehen sei. Er entschied, da auch der Name des neuen Hotels bereits feststand, dass ein Schrein zu erbauen und der Gottheit Brahma zu weihen sowie zusätzlich ein Geisterhäuschen auf dem Gelände des Hotels zu errichten sei. Als Standort wurde die nordwestliche Ecke des Grundstücks gewählt. Als der Schrein fertiggestellt und am 9. November 1956 (das Jahr 2499 nach der buddhistischen Zeitrechnung) eingeweiht worden war, hörte die Unfallserie auf, und das Hotel konnte in kurzer Zeit fertiggestellt werden. Im Jahre 1987 wurde das Erawan-Hotel abgerissen, an seiner Stelle 1991 das Grand Hyatt Erawan Hotel errichtet.

## Die Statue und der Schrein
Die Gottheit Brahma ist der Gott der Schöpfung. Es wird gesagt, er habe sowohl sich selbst, als auch die Welt, den Himmel und die Menschen erschaffen. Er wird in Thailand respektvoll Thao Maha Phrom oder kurz Phra Phrom genannt. Die Statue des Gottes wurde von Jitr Pimkowit im Auftrag des Fine Arts Department (einer Unterbehörde des Erziehungsministeriums) aus vergoldetem Gips hergestellt, sie ist nach Norden ausgerichtet. Sie sitzt auf einem etwa 1,5 m hohen rechteckigen Sockel in einer entspannten Pose, Lalitasana genannt: ein Bein angewinkelt, das andere locker nach unten hängend. Der Erawan-Brahma hat vier Köpfe mit vier Gesichtern, die in alle vier Himmelsrichtungen blicken. Die Gesichter haben alle einen leicht unterschiedlichen Gesichtsausdruck, aber alle sind saumya (freundlich und liebenswürdig) und  toshmya (erfreut und befriedigt). Die Augen sind geöffnet, das bedeutet, der Gott ist wachsam. Jedes Gesicht hat einen spitzen Bart. Jeder Kopf ist mit einer Krone (mukut) bedeckt, die mit Lotusblättern verziert sind. Eine zusätzliche Krone befindet sich in der Mitte. Traditionell wird der Gott mit vier Händen dargestellt, diese Statue hat aber acht Hände. Jede Hand hält ein Objekt mit symbolischer Bedeutung:
Rechte Seite

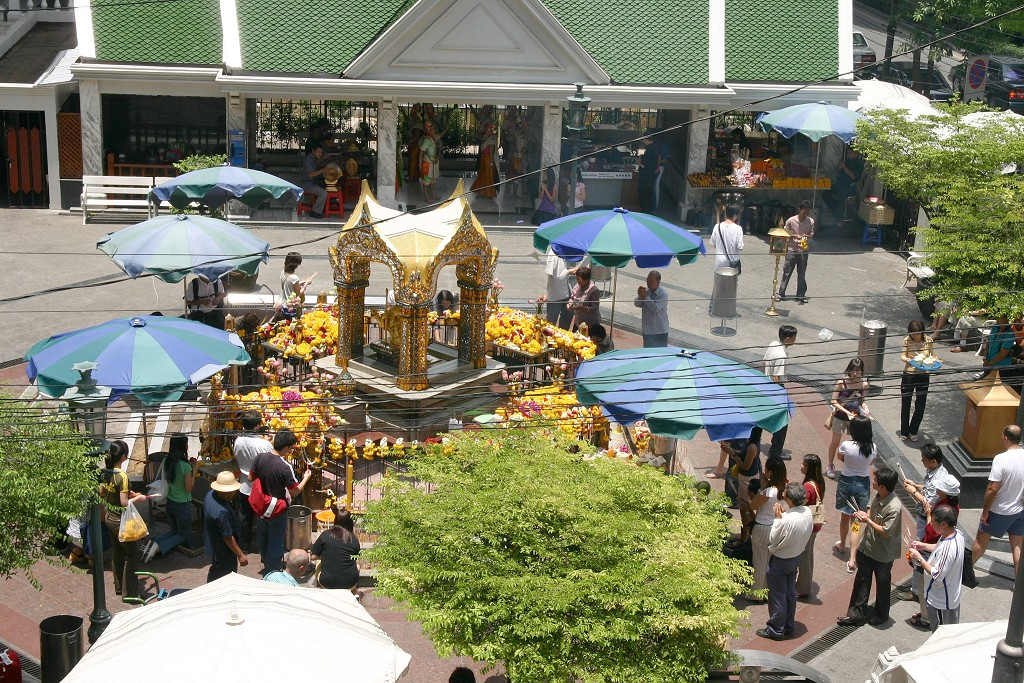
Blick auf den Erawan-Schrein vom Zugang zum Skytrain

- Brahma Danda, der Stab, der das Licht repräsentieren kann, aber auch eine Waffe, die für große Stärke steht.
- Chakra, das Rad der Zeit symbolisiert die Rotation der Welt. Es repräsentiert die Luft.
- Kalasha, das heilige Gefäß, das mit Weihwasser gefüllt ist. Buddhisten glauben, diese Vase enthalte das Unsterblichkeits-Elixier Amrita.
- Jnana Mudra – Diese Hand hält kein Objekt, sondern formt eine Geste. Sie wird gewöhnlich so dargestellt, dass sich Daumen und Zeigefinger berühren und einen Kreis formen. Hier wird die Hand aber nur in Brusthöhe gehalten, die Handfläche nach innen. Diese Geste symbolisiert Weisheit und Lehre.

Linke Seite

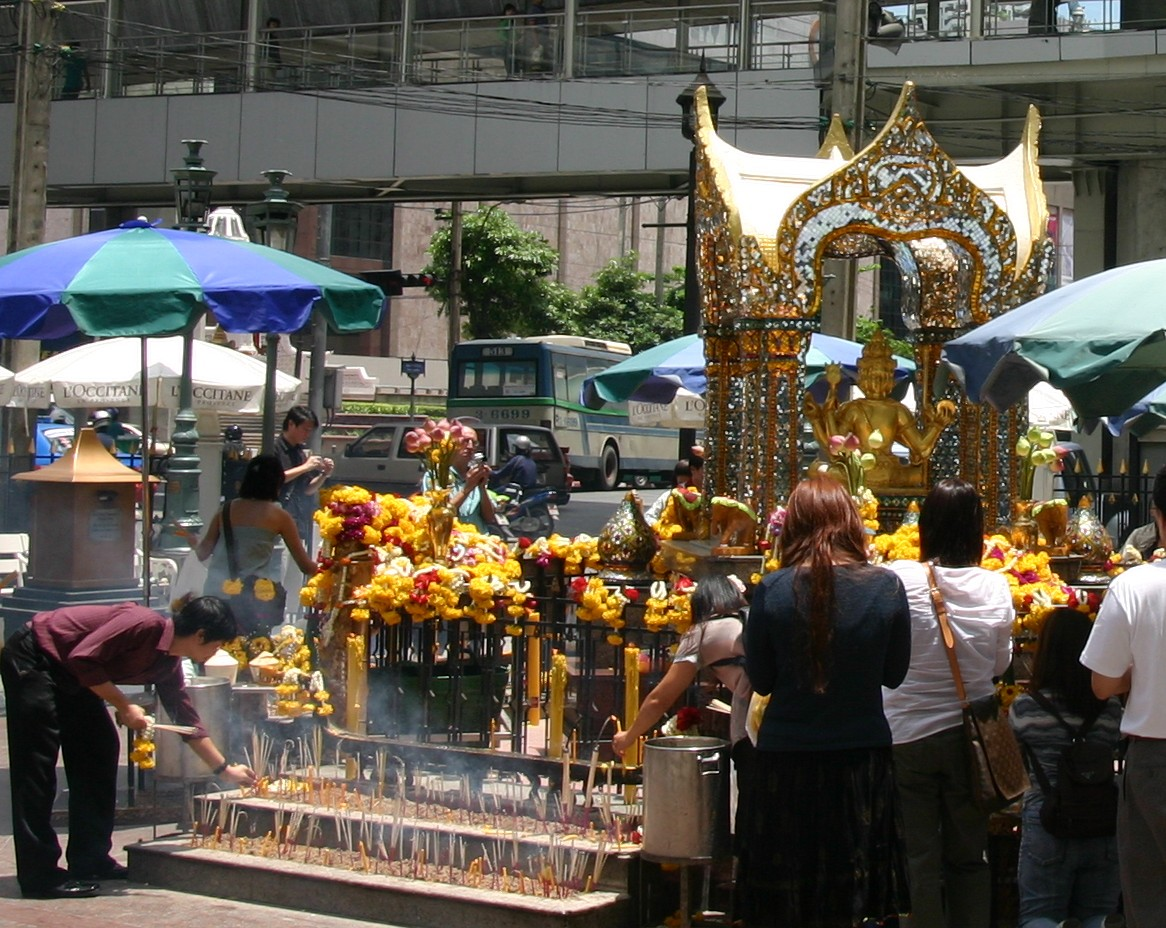
Der Erawan-Schrein

- Darpana, der Spiegel mit drei stabartigen Vorsprüngen. In ihm erblickt man die universelle Seele (Atman).
- Das Schneckenhorn kann einen fürchterlichen Lärm machen, der alle Feinde erzittern lässt.
- Die Veden, das heilige Buch des Wissens.
- Akshamala, eine rosenkranzähnliche Kette, dient dazu, die Zeitalter zu zählen. Er hat 108 sehr große Perlen.

Der Erawan-Brahma hat außerdem eine heilige Schnur um den Oberkörper geschlungen, die von der linken Schulter zur rechten Hüfte reicht. Diese Schnur wird von Brahmanen getragen, sie ist aber auch das Kennzeichen eines hinduistischen Gottes.
Über der Statue wölbt sich ein schlichter Pavillon, der in typischem Thai-Stil erbaut und mit einem Mosaik aus bunten Spiegeln bedeckt ist.
Die Statue und der Schrein werden alle zwei Jahre renoviert, da die Wachskerzen und die Räucherstäbchen mit der Zeit einen öligen Überzug hinterlassen.
Der Schrein ist keinem Kloster zugeordnet, es befindet sich kein Priester auf dem Gelände. Die Reinigungs- und Wartungsarbeiten werden von Laien erledigt. Die Statue erhält (außer zu Songkran) kein zeremonielles Bad. Jeden Morgen wird der ganze Komplex ziemlich unzeremoniell mit Wasser abgespritzt.

## Verehrung

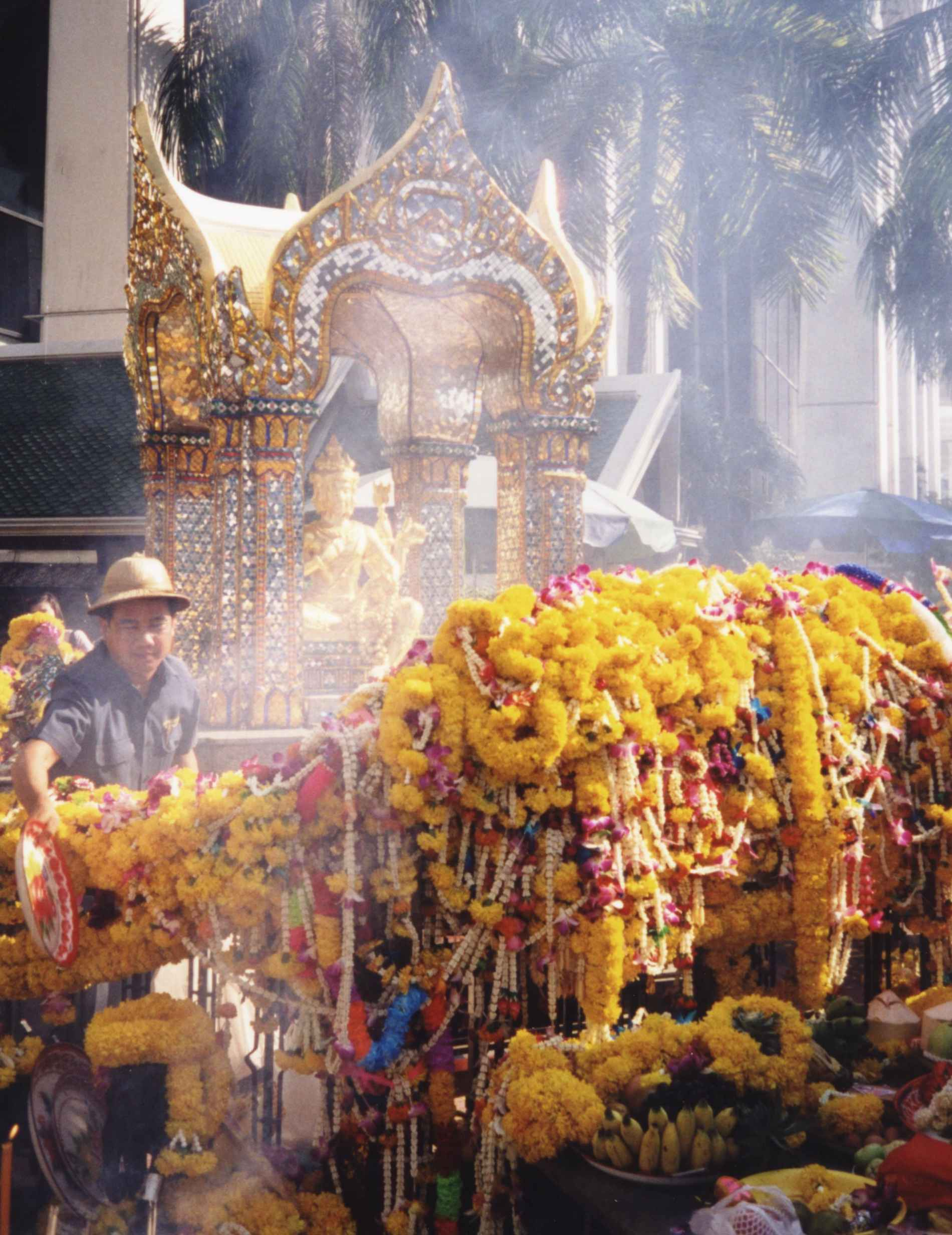
Geopferte Blumenkränze und zeremonieller Rauch am Erawan-Schrein

Dieser Schrein hat im Laufe der Jahre eine internationale Berühmtheit erlangt. Er ist dafür bekannt, dass man sich hier vom Erawan-Brahma Geld, Liebe, beruflichen Erfolg aber auch Gesundheit und Erleuchtung erbitten kann. Wird einem der Wunsch gewährt, besucht man den Schrein erneut, um sein Versprechen einzulösen. Für größere Wünsche steht eine Tanztruppe zur Verfügung, die zu Klängen eines traditionellen thailändischen Orchesters Tänze aufführt, um den Gott zu erfreuen. Diese Art der Verehrung ist so tief mit dem thailändischen Leben verwoben, dass man statt von Aberglaube schon fast von Brauchtum sprechen kann.
Gemäß der Anweisung des brahmanischen Experten ist die beste Zeit, dem Gott zu huldigen, die Zeit von sieben bis acht Uhr morgens und von sieben bis acht Uhr abends. Die beste Zeit, ihn um einen Gefallen zu bitten ist die Abendzeit, bevor sich Tao Mahaphrom in den Himmel zur Ruhe zurückzieht. Darüber hinaus ist der 9. November als Einweihungstag ein besonderer „Feiertag“. Bei einer Bitte müssen gewisse Opfer dargebracht werden: sieben Krathongs (kleine Behälter aus Bananenblättern), in denen sich Blumen mit sieben Farben befinden sollen, sieben Kratongs mit Zuckerrohr-Würfeln, jeder mit einer Rose dekoriert, sieben Wachskerzen, zwei grüne Kokosnüsse, oben und unten beschnitten, eine Hand Bananen und sieben Räucherstäbchen. Je nach Umfang des Wunsches können auch sieben Girlanden aus Jasmin oder anderen wohlriechenden Blumen dargebracht werden. Mittellose Bittsteller bringen dem Gott lediglich einen Wai (thailändischer Gruß oder Ehrerbietung, indem beide Handinnenflächen aneinandergelegt und vor das Gesicht oder die Brust gehalten werden) dar. Die Bitte an den Gott sollte mit einer bestimmten festgelegten Formel geschehen, deren Übersetzung etwa wie folgt lautet: „Ich bringe dem Gott Brahma, dem Herrn des Himmels, dieses Opfer dar. Möge er glücklich sein, möge er in seiner unendlichen Güte auch mich glücklich machen. Möge er mich mit Fortschritt und Wohlstand segnen. Möge er mir ein langes Leben geben…“ Anschließend kann der individuelle Wunsch geäußert werden.

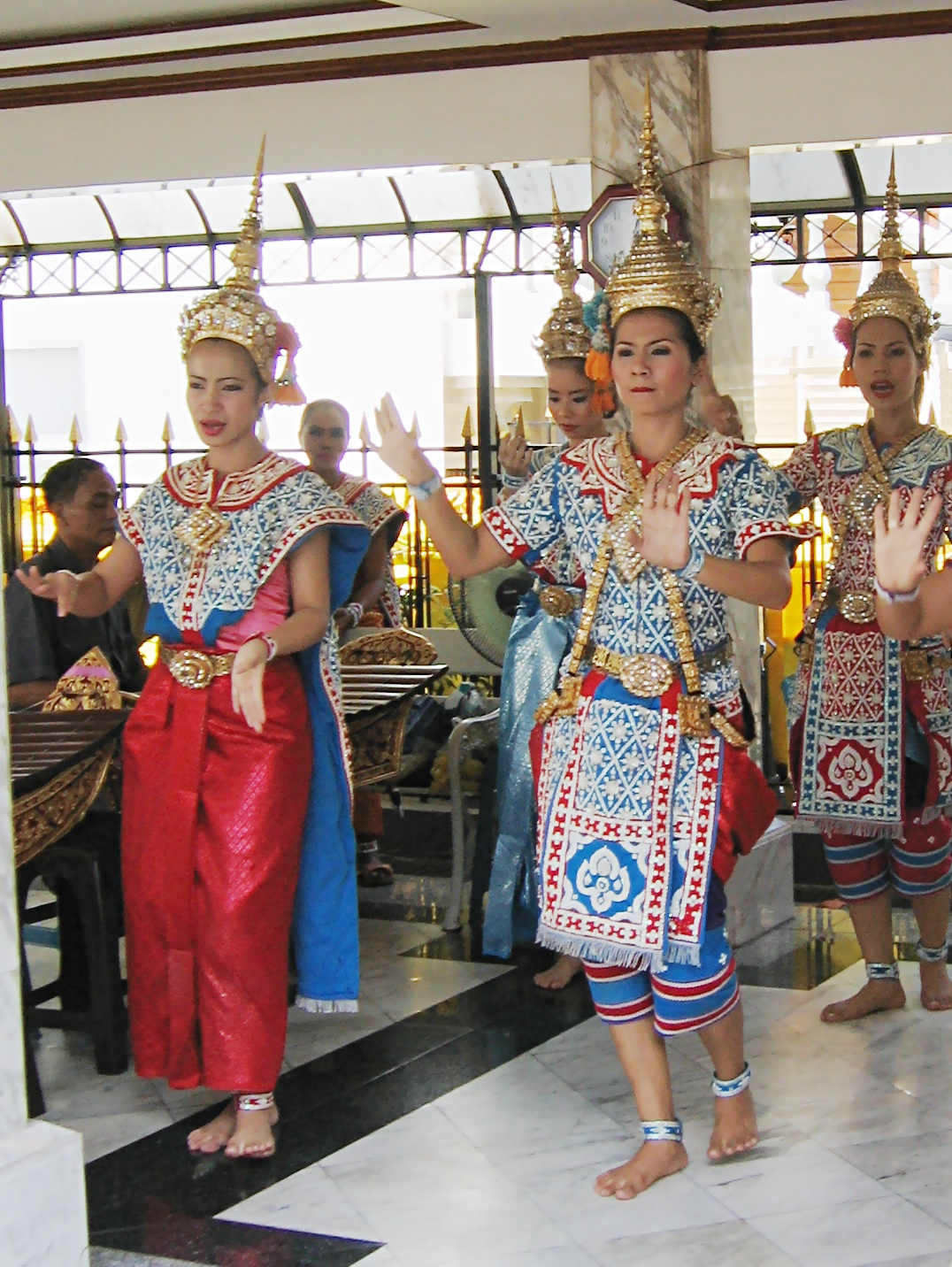
Traditioneller thailändischer Tanz zu Ehren Brahmas

Nach dem Brauchtum sollte der Bittsteller, sobald sein Wunsch in Erfüllung gegangen ist, dem Gott einen traditionellen thailändischen Tanz darbieten. Dazu stehen ihm ein Orchester mit traditionellen Musikinstrumenten und eine Tanztruppe zur Verfügung. Es gibt insgesamt vier Tanztruppen mit bis zu acht Tänzerinnen, die über den Tag verteilt für eine gewisse Spende angemietet werden können. Die Tänzerinnen verdienen zwar ihren Lebensunterhalt mit dem Tanz, aber dennoch wird ein Teil der Spende dem „Erawan Hotel Brahma Shrine Fund“ übergeben.
Vor dem Schrein entlang der Phloenchit-Straße gibt es 27 Verkaufsstände, die Blumen, Girlanden und Teakholz-Elefanten in verschiedenen Größen zum Verkauf anbieten. Diese Verkaufsstände müssen monatlich eine kleine Miete zahlen, die zur Reinigung des Schreins verwendet wird. Die dem Gott als Opfer dargebrachten Holzelefanten werden nicht von den Verkäufern zurückgenommen, um erneut verkauft zu werden, sondern von der Verwaltung des Schreins in regelmäßigen Versteigerungen verkauft. Der Erlös geht an den „Erawan Hotel Brahma Shrine Fund“.
Der Erawan Hotel Brahma Shrine Fund erhält von den Bittstellern nach Erfüllung ihrer Wünsche oft auch Geldspenden. So wurden bis zum Jahre 2002 seit der Eröffnung des Schreins 550 Millionen Baht an Spenden gesammelt. Dieses Geld kommt 300 Krankenhäusern im ganzen Land zugute.

## Wirkung
Der Erawan-Schrein ist Schauplatz im Kriminalroman Haus der Geister des US-Autors Christopher G. Moore, in dem es um gestohlene Antiquitäten und Rauschgift geht.

## Anschläge auf den Schrein

### Anschlag im März 2006
Am frühen Morgen des 21. März 2006 gegen halb zwei Uhr wurde die Statue des Erawan-Brahma von einem angeblich geistig gestörten thailändischen Moslem mit einem Hammer zerstört. Der 27-Jährige, dessen Name mit Thanakorn Phakdipon angegeben ist, wurde nur Minuten später von zwei wütenden Passanten erschlagen. Die Polizei stellte die beiden Passanten unter Mordanklage, sie wurden am folgenden Tag auf Kaution aus dem Polizeigewahrsam entlassen.

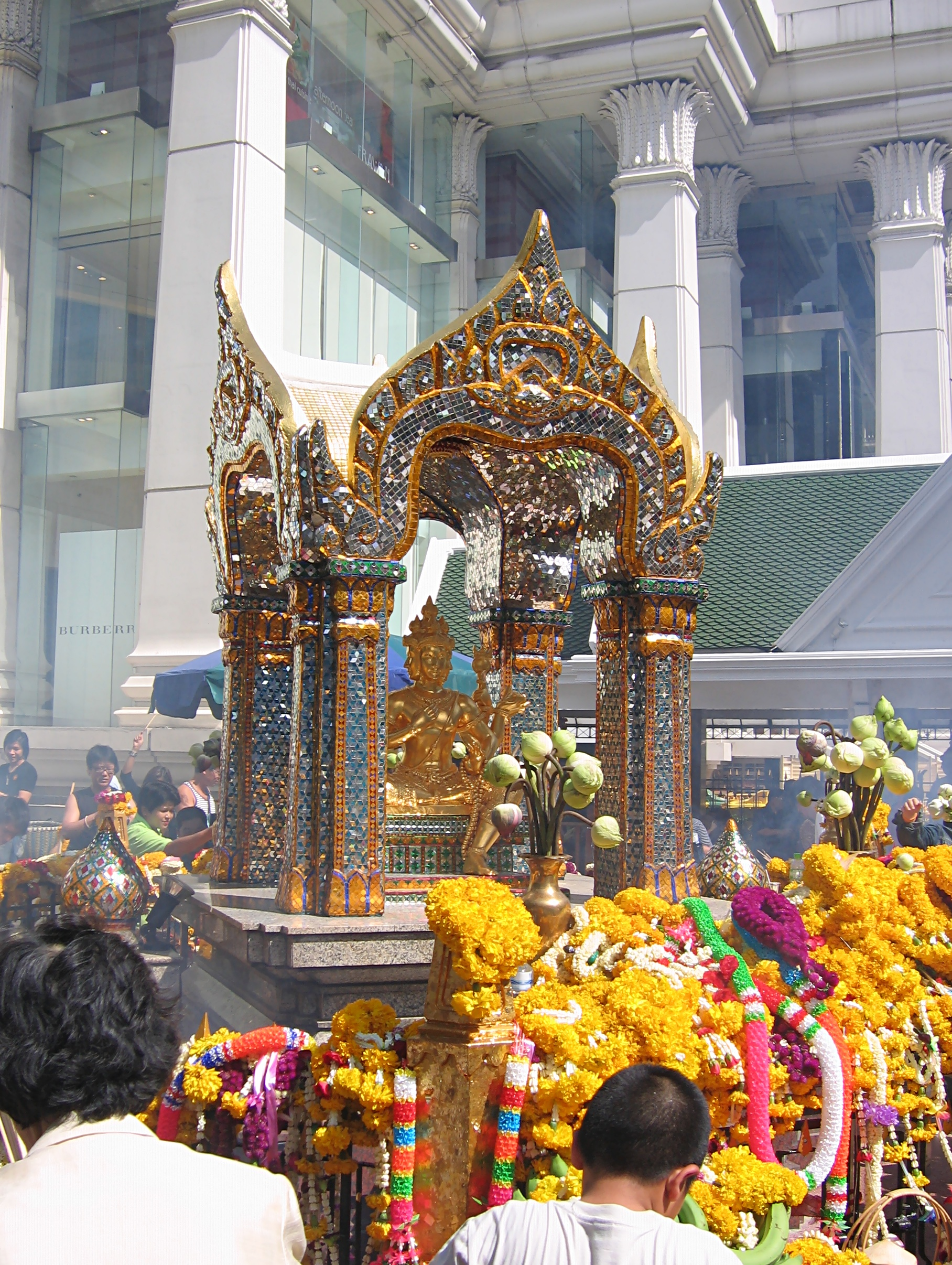
Die restaurierte Statue sieht wieder aus wie vorher

Die Überreste der Statue wurden mit einem weißen Tuch abgedeckt. Offizielle Stellen beklagten den zu erwartenden Rückgang der Touristenzahlen, da doch viele Touristen hierher kämen, um Phra Phrom zu sehen. Premierminister Thaksin Shinawatra ordnete eine Konferenz an, um das Vorgehen für die Restaurierung des beliebten Schreins zu koordinieren. Angeblich soll spätestens in zwei Monaten eine neue Statue hergestellt worden sein.
Am Sonntag, dem 21. Mai 2006 wurde dann die restaurierte Statue in einer großen Feier wieder an ihrem angestammten Platz aufgestellt. In einer festlich geschmückten Parade wurde Thao Maha Phrom morgens um 7:29 Uhr von der Werkstatt des Fine Arts Department abgeholt, und vorbei am Lak Mueang, dem Wat Phra Kaeo und dem Bot Phram, dem brahmanischen Tempel an der „Riesenschaukel“, zur Ratchaprasong-Kreuzung gebracht, wo sie gegen 11 Uhr ankam. Unterwegs wurde die Statue von den zahlreichen Gläubigen am Straßenrand mit Girlanden aus gelben Ringelblumenblüten (Calendula) und Jasmin behängt. Laut Zeitungsberichten sollen mehr als 1.000 Menschen trotz strömenden Regens der anschließenden Feier beigewohnt haben. Vier Brahmanen vollführten zunächst eine Reinigungszeremonie, bevor zum vorher kalkulierten Zeitpunkt um 11:39 Uhr die Statue in ihrem Schrein enthüllt wurde.

### Bombenanschlag im August 2015
Am 17. August 2015 ereignete sich abermals ein Anschlag an dem Schrein. Der Anschlag ereignete sich um 19 Uhr Ortszeit und tötete durch die Detonation von einer, möglicherweise aber auch mehrerer Bomben 20 Menschen. Mindestens 125 weitere Personen wurden verletzt. Unter den Opfern befanden sich Touristen und Einheimische. Nach Angaben der thailändischen Polizei sind unter den Toten sechs Thailänder, fünf Malaysier, vier Chinesen, zwei Einwohner Hongkongs (darunter eine britische Staatsangehörige), ein Indonesier und ein Singapurer.
Die Bombe war auf einer Bank an einem niedrigen Zaun um den Schrein deponiert. Weitere verdächtige Pakete wurden in der unmittelbaren Umgebung sichergestellt.
Der Schrein wurde zwei Tage nach dem Anschlag wieder freigegeben. Die Behörden fahnden mit einem Phantombild nach einem Mann, der von einer Überwachungskamera gefilmt wurde. Die Polizei sieht eine Verbindung zu einem fehlgeschlagenen Anschlag auf einen Pier nahe der Skytrain-Station Saphan Taksin, bei dem am Tag nach dem Anschlag auf den Schrein eine Rohrbombe gleicher Bauart verwendet wurde. Es wird davon ausgegangen, dass der Mann auf dem Phantombild nicht allein handelte, daher werden noch zwei weitere Männer gesucht, von denen jedoch keine verwertbaren Bilder zur Verfügung stehen. Für die Ergreifung der Täter wurde von den Behörden zunächst ein Belohnung von einer Million Baht ausgesetzt, diese wurde am 21. August jedoch auf drei Millionen Baht (umgerechnet 75.000 Euro) erhöht.
Am 26. September 2015 erklärte ein Sprecher der Polizei, dass zwei Männer, die man am 29. August und 1. September verhaftet habe, direkt mit dem Bombenanschlag in Verbindung stehen sollen. Ein Mann, dessen Name und Nationalität umstritten sind, nachdem er mit einem türkischen Pass, der als gefälscht angesehen wird, festgenommen wurde, wurde von der Polizei als der identifiziert, der die Bombe am Schrein abgelegt haben soll. Die Polizei führte auch ein Geständnis des Mannes an. Er soll bei dem Anschlag eine Perücke getragen haben. Er war am 29. August in einem Randbezirk von Bangkok verhaftet worden, wobei in seiner Wohnung neben Sprengstoff auch zahlreiche gefälschte türkische Pässe entdeckt wurden. Der zweite Festgenommene soll mit einem chinesischen Pass gereist sein, dessen Echtheit nicht angezweifelt wird. Er soll mit einem Mobiltelefon, die Bombe ausgelöst haben und das Telefon nach eigenen Angaben später in einen Kanal geworfen haben. Er wurde am 1. September nahe der kambodschanischen Grenze festgenommen.
Ein Militärgericht, welches seit einer Anweisung nach dem Staatsstreich von 2014 in allen Fällen von Sprengstoffverbrechen zuständig ist, erließ 16 Haftbefehle gegen thailändische Bürger und Ausländer, denen eine Verbindung zum Anschlag vorgeworfen wird. Einzelheiten wollte ein Polizeisprecher dazu jedoch nicht bekannt geben. Die Polizei hatte nach der Festnahme bereits erklärt, dass keiner der beiden Männer für den Bombenanschlag verantwortlich sei. Der als Bombenleger beschuldigte Mann soll jedoch begonnen haben mit der Polizei zusammenzuarbeiten, und entscheidende Erklärungen abgegeben haben. Der Anwalt des als Bombenleger identifizierten Mannes, erklärte, dass sein Mandant nicht der nach Bildern von Überwachungskameras gesuchte Mann im gelben T-Shirt sei, da dieser muskulöser sei als sein Mandant, außerdem soll er erst am 21. August also vier Tage nach dem Anschlag nach Thailand eingereist sein. Aufnahmen von Überwachungskameras sollen den Beschuldigten jedoch schon Anfang August in Bangkok zeigen.
Am 24. November 2015 erhob ein Militärgericht in Bangkok Anklage gegen die beiden Ende August/Anfang September verhafteten Männer im Zusammenhang mit dem Anschlag. Die beiden sollen den Anschlag als Rache für Polizeimaßnahmen gegen ein Menschenschmugglernetzwerk für Uighuren ausgeführt haben.
Bei einer gerichtlichen Anhörung im Februar 2016 erklärten beide Angeklagten, die Uighuren chinesischer Nationalität sind, dass sie unschuldig seien, und widerriefen damit frühere Geständnisse. Der Anwalt eines der beiden Angeklagten erhob den Vorwurf, dass sein Mandant zwischen dem 20. und 26. September 2015 gefoltert worden sei, um ein Geständnis von ihm zu erpressen.
Nach längerer vergeblicher Suche nach Dolmetschern für den Prozess bestellte das zuständige Militärgericht am 15. November 2016 einen Dolmetscher. Da dieser chinesischer Staatsbürger sei, protestierten die Angeklagten gegen seine Auswahl, da er ihnen als Chinese aufgrund ihrer ethnischen Zugehörigkeit keine Bedeutung beimesse, doch das Gericht befand den Dolmetscher für geeignet und begann mit dem Prozess. Die beiden Angeklagten müssen sich für insgesamt zehn Anklagepunkte darunter Verstöße wegen Waffenbesitz, geplanter Tötung und illegaler Einreise verantworten. Mit einem Ende des Prozesses wird gegen Ende 2017 oder Anfang 2018 gerechnet.